# Vespa fervida
Vespa fervida (лат.) — вид ос-шершней из семейства настоящих ос (Vespidae). Эндемичен для некоторых частей Индонезии, главным образом на острове Сулавеси. Его ареал довольно невелик, разрозненные популяции и гнездовые колонии встречаются очень редко. Гнезда вида ранее отмечались на крупных листьях растений и под заборами вблизи населенных пунктов. Похожий вид шершня — Vespa luctuosa , который имеет множество сходных черт, с наблюдаемыми у Vespa fervida. Название вида происходит от латинского слова «fervida», что переводится как «горячий». Он был описан в 1859 году Фредериком Смитом, который специализировался на семействе Hymenoptera.